# Zeitschrift für Naturforschung C
Die Zeitschrift für Naturforschung C (Englisch: A Journal of Biosciences, Abkürzung: Z. Naturforsch. C) ist eine seit 1946 erscheinende Peer-Review Fachzeitschrift, die das Fachgebiet Biologie, inklusive Tierphysiologie, Pflanzenphysiologie, Biochemie, Neurobiologie, Virologie und Molekulargenetik in Englisch abdeckt.

## Geschichte
Das Magazin wurde 1946 im Institut der Max-Planck-Gesellschaft von Hans Friedrich-Freksa und Alfred Klemm zusammen mit Ludwig Waldmann ursprünglich als Zeitschrift für Naturforschung für die Fachgebiete Chemie, Physik und Biologie gegründet. Die Zeitschrift wurde zunächst von der Dieterich’sche Verlagsbuchhandlung herausgegeben. Nach einem Jahr wurde das Magazin in zwei Teile aufgeteilt: einen für Physik, die Zeitschrift für Naturforschung A und einen für Chemie und Biologie, die Zeitschrift für Naturforschung B. 1948 wurde ein unabhängiger Verlag, der Verlag der Zeitschrift für Naturforschung, in Tübingen gegründet. Seit 1973 wird die Biologie dann ebenfalls in einem separaten Teil, der Zeitschrift für Naturforschung C abgehandelt. Alle drei Teile nutzen die gleichen Ausgabenummern, da vorausgesetzt wird, dass sie alle seit dem Jahr 1946 veröffentlicht werden. Als eine der wenigen Ausnahmen unter den naturwissenschaftlichen Fachzeitschriften stellt die Zeitschrift für Naturforschung in ihrem Online-Archiv alle Artikel zwei Jahre nach Veröffentlichung frei zur Verfügung.
Seit dem Jahr 2015 erscheint die Zeitschrift für Naturforschung beim De Gruyter-Verlag.
Über die Jahre hatte der Teil C verschiedene Titel:
- Zeitschrift für Naturforschung. Teil C, Biochemie, Biophysik, Biologie, Virologie. (ISSN 0341-0471, 1973)
- Zeitschrift für Naturforschung. Section C, Biosciences. (ISSN 0341-0382, 1974–1983)
- Zeitschrift für Naturforschung. Section C, A European Journal of Biosciences. (ISSN 0341-0382, 1984–1985)
- Zeitschrift für Naturforschung. C, A Journal of Biosciences. (ISSN 0939-5075, 1986–heute)